# Васильев, Константин Евгеньевич
Константин Евгеньевич Васильев (3 января 1933, Ленинград — 23 марта 2020) — советский и российский клоун и акробат, народный артист Российской Федерации (1996).

## Биография
Константин Васильев родился 3 января 1933 года. Вместе с матерью и сестрой пережил Ленинградскую блокаду. Когда мать слегла, восьмилетний Костя стал кормильцем в семье.
После войны учился в ремесленном училище и занимался во Дворце пионеров акробатикой. Уже имея первый юношеский разряд, он пришёл работать униформистом в цирк. Через полгода стал ассистентом, затем артистом в номере известного турниста М. Николаева. В 1952−61 годах работал в номере «Гимнасты на круглом турнике» п/р М. Николаева. Однажды, неудачно приземлившись, получил травму и больше не мог работать акробатом. Закончил клоунские курсы и с 1962 года стал выступать в цирке в уже в качестве клоуна. Работал с Н. Шадриным, И. Капитановым, Эдуардом Середой, К. Мусиным, Олегом Поповым, А. Николаевым, В. Мозелем. Мастерски исполнял шуточную репризу «Шляпа-вертолёт» с возвращающейся тарелкой (по принципу бумеранга). Другая его известная реприза — «Фехтовальщики».
В 1966 году известный иллюзионист Игорь Кио предложил ему работать в своей программе в дуэте с Анатолием Векшиным. С 1968 года четверть века выступал в дуэте с Векшиным. Их лучшие интермедии: «Самолёт», «Сценка у колодца», «Свистки», «Часы».
Умер 23 марта 2020 года.

### Семья
- Сын — Виктор Константинович Васильев (род. 03.11.1955, Москва), жонглёр, моноциклист, клоун[5].

## Награды
- Заслуженный артист РСФСР (14.02.1980).
- Народный артист Российской Федерации (09.04.1996).

## Фильмография
1. 1972 — Карнавал — эпизод
2. 1979 — Солнце в авоське — клоун
3. 1984 — И вот пришёл Бумбо… — клоун